# Acacia strongylophylla
Acacia strongylophylla är en ärtväxtart som beskrevs av Ferdinand von Mueller. Acacia strongylophylla ingår i släktet akacior, och familjen ärtväxter. Inga underarter finns listade i Catalogue of Life.